# Skomorochy Małe (gromada)
Skomorochy Małe (alt. Skomorochy) – dawna gromada, czyli najmniejsza jednostka podziału terytorialnego Polskiej Rzeczypospolitej Ludowej w latach 1954–1972.
Gromady, z gromadzkimi radami narodowymi (GRN) jako organami władzy najniższego stopnia na wsi, funkcjonowały od reformy reorganizującej administrację wiejską przeprowadzonej jesienią 1954 do momentu ich zniesienia z dniem 1 stycznia 1973, tym samym wypierając organizację gminną w latach 1954–1972.
Gromadę Skomorochy Małe z siedzibą GRN w Skomorochach Małych utworzono – jako jedną z 8759 gromad na obszarze Polski – w powiecie hrubieszowskim w woj. lubelskim na mocy uchwały nr 8 WRN w Lublinie z dnia 5 października 1954. W skład jednostki weszły obszary dotychczasowych gromad Szczelatyn, Skomorochy Małe, Skomorochy Duże, Wolica Uchańska i Żurawlów ze zniesionej gminy Grabowiec w tymże powiecie. Dla gromady ustalono 13 członków gromadzkiej rady narodowej.
1 stycznia 1960 do gromady Skomorochy włączono obszar zniesionej gromady Tuczępy w tymże powiecie.
31 grudnia 1961 do gromady Skomorochy Małe włączono wieś Cieszyn z gromady Iłowiec w powiecie zamojskim w tymże województwie.
1 stycznia 1969 gromadę zniesiono, włączając jej obszar do gromady Grabowiec w tymże powiecie.